# Pangandaran
Pangandaran est un kecamatan (district) du kabupaten du même nom situé dans la province de Java occidental, sur la côte sud de l'île. 

## Tourisme
Pangandaran est une destination appréciée des routards et des surfers. 
Un festival de cerfs-volants a lieu sur la plage en juillet et août. Parfois, lors du coucher de Soleil et plus tard, les habitants du coin utilisent le cerf-volant pour attraper les chauves-souris, à l'aide d'hameçons accrochés le long du fil,.
La presqu'île de Pangandaran abrite une réserve naturelle dont 80 % sont constitués de forêt tropicale. Parmi la flore, on trouve la fleur géante rafflesia.
Le 17 juillet 2006, un tsunami a frappé la région à la suite d'un séisme de 7,7 sur l'échelle de Richter, avec une vague de 3 mètres de haut. Outre les dégâts matériels, on compte des centaines de morts et disparus.

## Archéologie
Dans la réserve naturelle se trouve le site de Batu Kalde ou Sapi Gumarang, où l'on trouve des vestiges d'une construction hindouiste et une statue représentant une vache (sapi).

## Transport

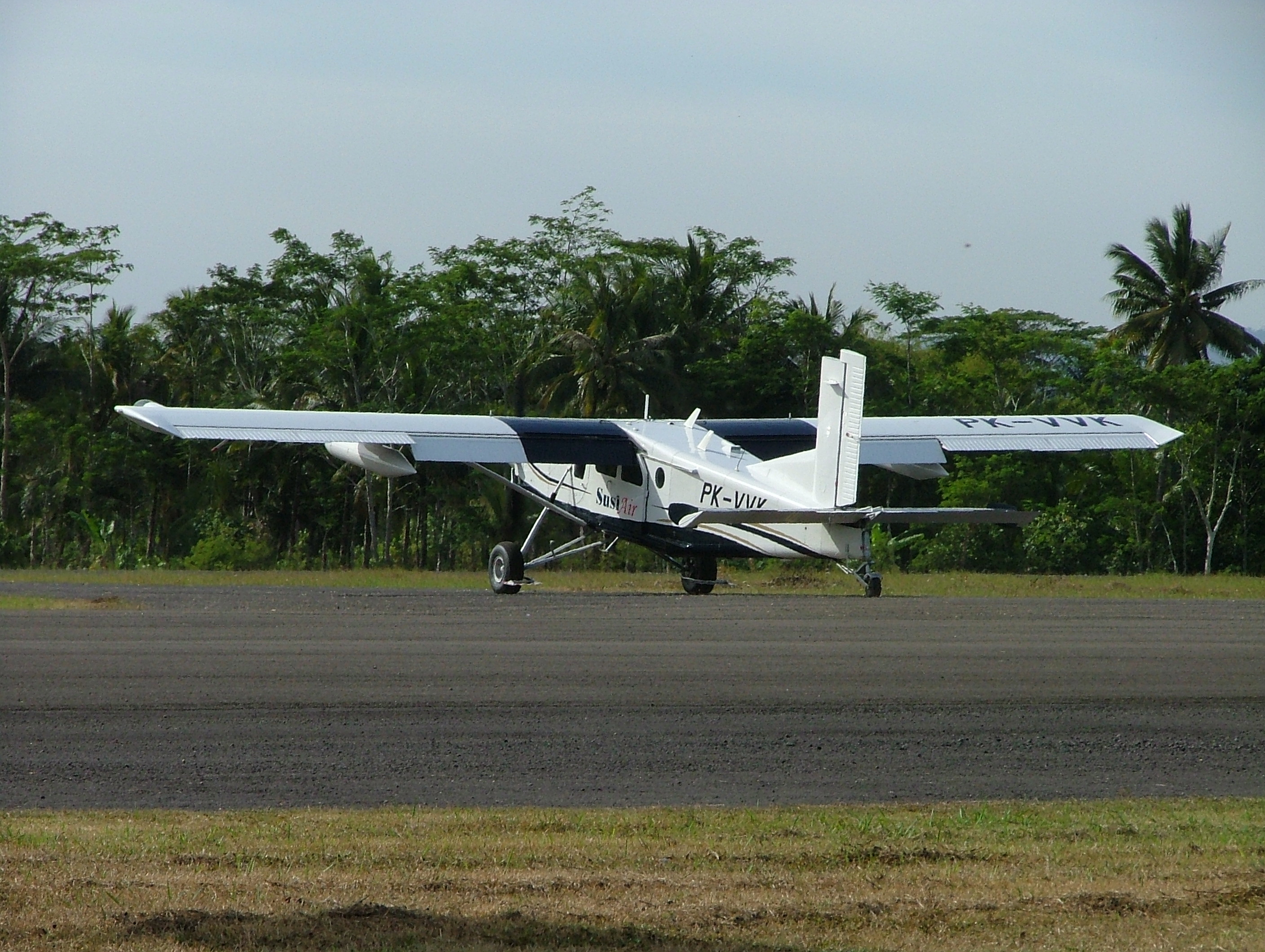
Pilatus PC-6 de la compagnie Susi Air sur l'aérodrome de Nusawiru

De Jakarta, on peut se rendre à Pangandaran en prenant un car à la gare routière de Kampung Rambutan, située dans le sud de la ville, sur la ceinture périphérique extérieure de Jakarta. Un bus y mène de l'aéroport international Soekarno-Hatta.
On peut également à Pangandaran en avion. La ville possède un aérodrome, Nusawiru, base de la compagnie Susi Air. Susi Air relie deux fois par jour l'aéroport de Jakarta Halim Perdanakusuma à Pangandaran avec une escale à Bandung.

## Galerie

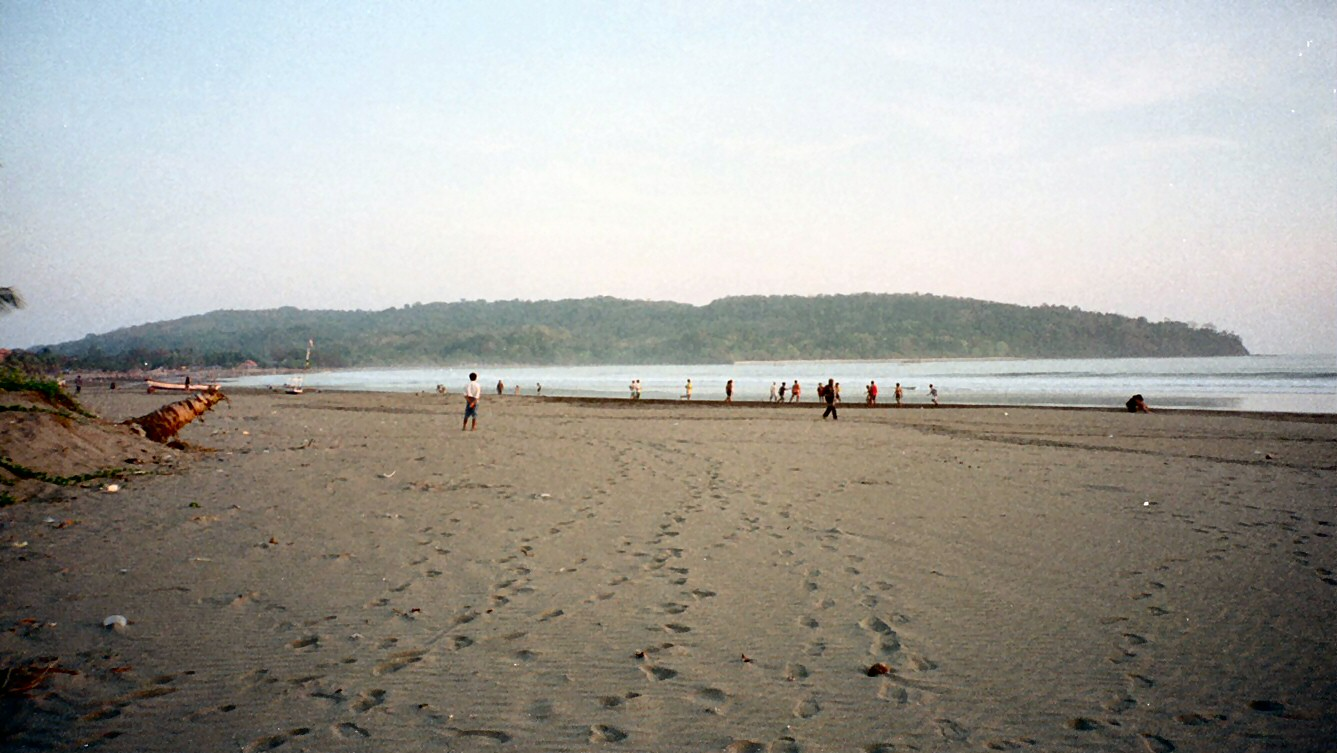
La plage et la presqu'île de Pangandaran
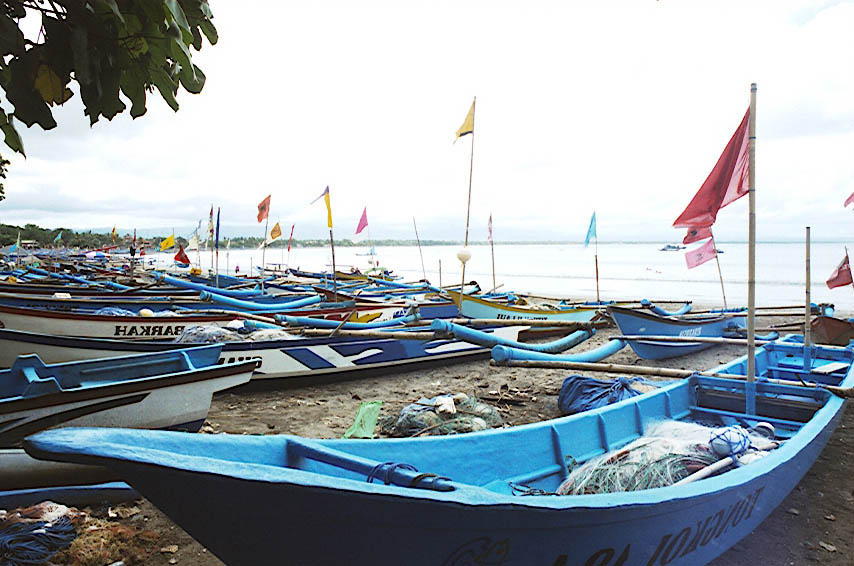
Bateaux de pêche à Pangandaran
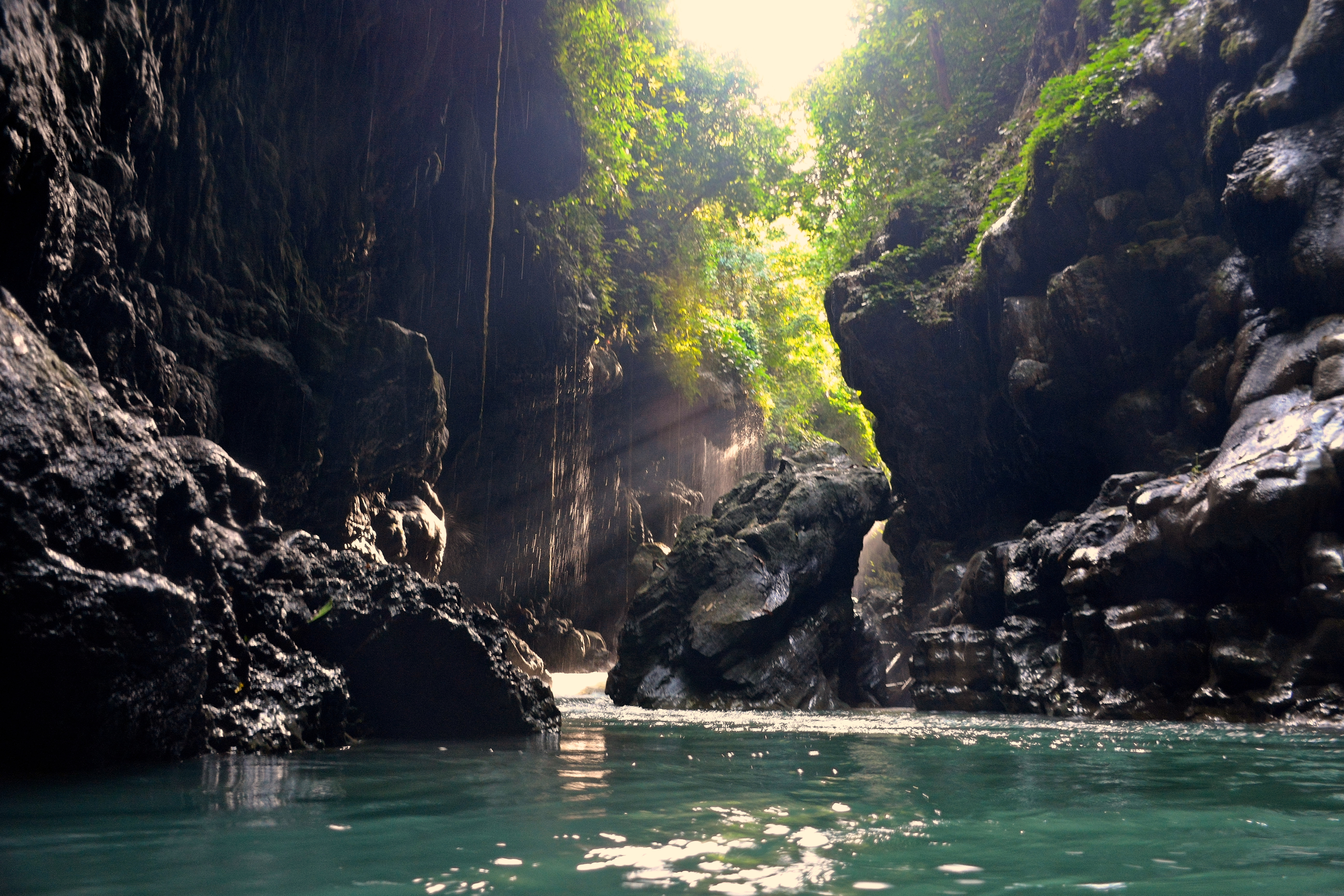
Le "Green Canyon" ou Cukang Taneuh